# Lac Retaud
Le lac Retaud est un lac naturel des Alpes suisses situé dans le canton de Vaud, sur la commune d'Ormont-Dessus.

## Géographie
Situé non loin du col du Pillon et du départ en téléphérique du domaine skiable de Glacier 3000, dans le Massif des Diablerets, le lac Retaud est un lieu prisé pour les amateurs de randonnées, de ski de fond et autres sports d’hiver.